# Площадь Революции (станция метро, Москва)
«Пло́щадь Револю́ции» — станция Московского метрополитена. Расположена на Арбатско-Покровской линии между станциями «Курская» и «Арбатская». Находится на территории Тверского района Центрального административного округа Москвы. Конструкция станции — пилонная трёхсводчатая глубокого заложения.
Открыта 13 марта 1938 года в составе участка «Улица Коминтерна» (ныне «Александровский сад») — «Курская» (вторая очередь строительства). Спроектирована архитектором Алексеем Душкиным и имеет статус выявленного объекта культурного наследия. Название получила по одноимённой площади. Имеет переход на станцию «Театральная» Замоскворецкой линии и общий с ней вестибюль.

## История
История проектирования станции «Площадь Революции» связана с историей проектирования Покровского радиуса Московского метрополитена, который должен был начинаться возле Библиотеки имени Ленина и заканчиваться в Измайлово. Трассировка Покровского радиуса несколько раз менялась. В 1932 году планировалось построить между станциями «Библиотека Ленина» и «Ильинские Ворота» станцию «Красная Площадь», которую предполагалось расположить под одноимённой площадью. Там же проектировался пересадочный узел трёх линий: Арбатско-Покровской, Таганско-Тверской и Дзержинско-Замоскворецкой.
В 1934 году было решено не строить пересадочный узел под Красной площадью. Вместо этого пересадочный узел перенесли к Театральной площади. В том же году в планах впервые появляется станция «Площадь Революции». Её планировалось построить между станциями «Библиотека Ленина» (сооружена как «Улица Коминтерна») и «Ильинские Ворота» и соединить с ответвлением первой очереди («Улица Коминтерна» — «Смоленская»). Впоследствии станцию «Ильинские Ворота» и следующую за ней «Покровские Ворота» исключили из плана.
На конкурсе проектов станции победил архитектор А. Н. Душкин. Строительство второй очереди началось в 1935 году. В январе 1938 года работы на Покровском радиусе были в заключительной стадии. Станция была открыта 13 марта 1938 года в составе участка «Улица Коминтерна» — «Курская» второй очереди строительства, после ввода в эксплуатацию которого в Московском метрополитене стало 16 станций. Поезда поехали по новой линии Московского метрополитена от станции «Киевская» до станции «Курская».
В 1946 году построен переход из центра зала по лестницам и коридору в торец станции «Театральная». 21 декабря 1947 года был открыт восточный вестибюль в Богоявленском переулке. В 1974 году был сооружён ещё один, дополнительный переход из торца станционного зала на станцию «Театральная».
После попадания бомбы в тоннель мелкого заложения «Арбатская» — «Смоленская» в 1941 году стала очевидной незащищённость этого участка метро, который носил стратегический характер. Было принято решение о замене этого участка новым, глубоким. Поэтому к 1953 году был построен новый участок Арбатско-Покровской линии «Площадь Революции» — «Киевская», полностью дублировавший старый, при этом участок мелкого заложения «Калининская» (так называлась станция «Улица Коминтерна» с 1946 года) — «Киевская» был закрыт и открыт заново лишь в 1958 году в составе Филёвской линии.
C 25 июня 2002 года по 25 декабря 2003 года западный вестибюль был закрыт для замены эскалаторов 1938 года выпуска.
С марта 2007 года на станции «Площадь Революции» предоставляется услуга беспроводного доступа в интернет (Wi-Fi).
С 8 декабря 2008 года по 29 марта 2010 года восточный вестибюль был закрыт на реконструкцию и замену эскалаторов. К открытию вестибюля были выпущены памятные билеты.

## Техническая характеристика
Конструкция станции — пилонная трёхсводчатая глубокого заложения (глубина заложения — 34 метра). Построена по типовому проекту второй очереди Московского метрополитена. Станция состоит из трёх параллельных тоннелей, поперечное сечение каждого из которых составляет 9,5 м. Обделка из чугунных тюбингов. Каждое кольцо составлено из 18 тюбингов и имеет ширину 60 сантиметров.
Общая ширина платформы составляет 22,5 м, расстояние между путями — 25,4 м. Высота свода составляет 5,3 м. Общая длина платформы — 155 м.
Станционные тоннели соединены между собой проёмами, которые обрамлены рамами из чугунных тюбингов. Таких проёмов по восемь с каждой стороны. Под платформой среднего тоннеля расположены служебные помещения, а помещения под платформами боковых залов используются для целей вентиляции. Эскалаторные тоннели, наклонённые под углом 30° к горизонту, имеют конструкцию из чугунных тюбингов. Диаметр каждого кольца — 7,9 м, ширина — 75 см.
В торцах станционного зала, а также в переходах установлены гермозатворы. В северном конце центрального зала стоит колонна экстренного вызова.
Пикет ПК08+25,3.

## Архитектура и оформление

### Вестибюли
Станция имеет два наземных вестибюля: западный, находящийся на площади Революции, был открыт вместе со станцией, а восточный открылся в Богоявленском переулке 21 декабря 1947 года.

#### Западный вестибюль

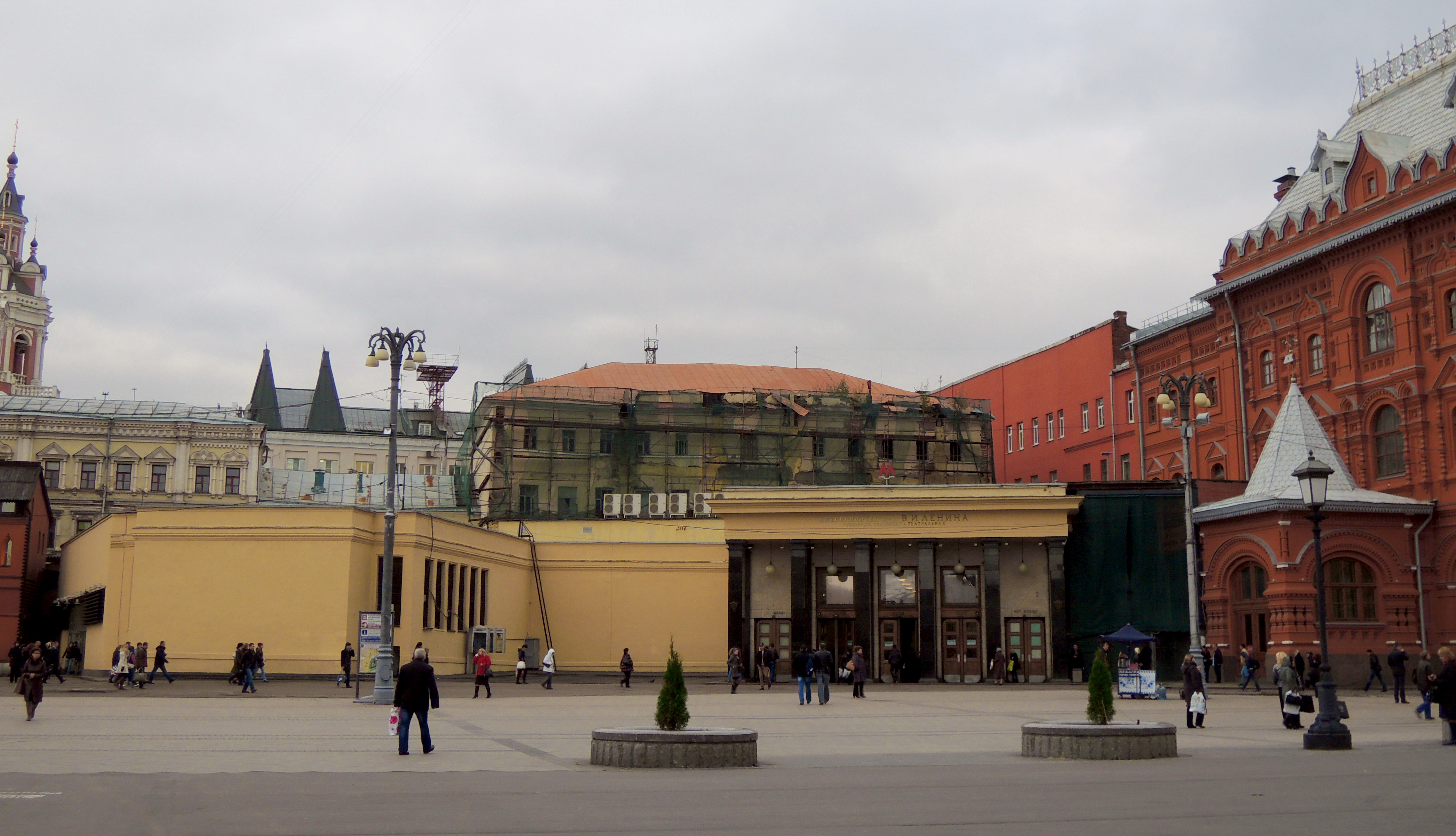
Вестибюль станций «Театральная» и «Площадь Революции»

Западный вестибюль «Площади Революции» является общим со станцией «Театральная», его архитектор А. Н. Душкин. Изначально предполагалось, что этот вестибюль в будущем будет встроен в здание Большого академического кинотеатра, планировавшегося к строительству напротив здания Большого театра. Поэтому перед архитектором стояла задача сделать такой вестибюль, чтобы его можно было встроить в большое здание и чтобы при этом он мог существовать самостоятельно. Вестибюль был спроектирован и таким образом, чтобы его не приходилось закрывать на время строительства кинотеатра.
Эскалаторы обеих станций начинаются в большом овальном зале, который задумывался как часть будущего здания кинотеатра. Предполагалось, что вход в метро будет в одной из частей кинотеатра. До сооружения этого здания выход был устроен в отдельном павильоне, который предполагался временным. Входной павильон несколько отдалён от эскалаторного зала и соединён с ним проходом. Это было сделано для того, чтобы работы по сооружению будущего здания не мешали пассажирам. В эскалаторном тоннеле три эскалатора типа ЭТ-3М, установленные в 2004 году, с балюстрадами из нержавеющей стали.
С начала 1970-х годов выход из метро находится в самом эскалаторном зале. До этого выход осуществлялся из кассового зала, там же, где и вход, в левых дверях (если присмотреться, можно увидеть следы от креплений букв «Нет входа»). В ходе реконструкции Центрального пересадочного узла к эскалаторному помещению был пристроен блок тамбуров выхода. На вход и на выход установлены турникеты. 
Архитектура интерьеров западного вестибюля достаточно лаконична. Стены эскалаторного зала облицованы тёмным мрамором «садахло». Потолок обработан рельефными тягами. Пол покрыт гранитом. Стены кассового зала и прохода облицованы тёмно-жёлтым «бьюк-янкоем». Эскалаторный зал освещают круглые подвесные светильники, а кассовый зал и проход — настенные бра. В вестибюле установлен бюст В. И. Ленина. Снаружи павильон решён в виде портика с шестью квадратными колоннами, облицованными тёмным лабрадоритом. Наружные стены павильона покрыты белым подмосковным известняком.

#### Восточный вестибюль
Восточный вестибюль, встроенный в линию домов в Богоявленском переулке, представляет собой большой полуциркульный зал с кассами и верхней аркой эскалаторного тоннеля. Архитекторы — Ю. П. Зенкевич, А. Н. Душкин, Н. И. Демчинский. Стены с выступающими полуколоннами облицованы серовато-белым мрамором. Напротив эскалатора, над кассами, выложена флорентийская мозаика, аллегорически прославляющая 30-летие Великой Октябрьской социалистической революции: щит с серпом и молотом в окружении алых знамён с датами «1917» и «1947» (художник — В. Ф. Бородиченко). Ниже на мраморе стены высечены строки первой редакции Гимна СССР, принятой в 1943 году.

| Слева:Союз нерушимый республик свободных Сплотила навеки великая Русь Да здравствует созданный волей народов Единый, могучий Советский союз! | Справа: Славься, Отечество наше свободное! Славы народов надёжный оплот Знамя советское, знамя народное Пусть от победы к победе ведёт! |

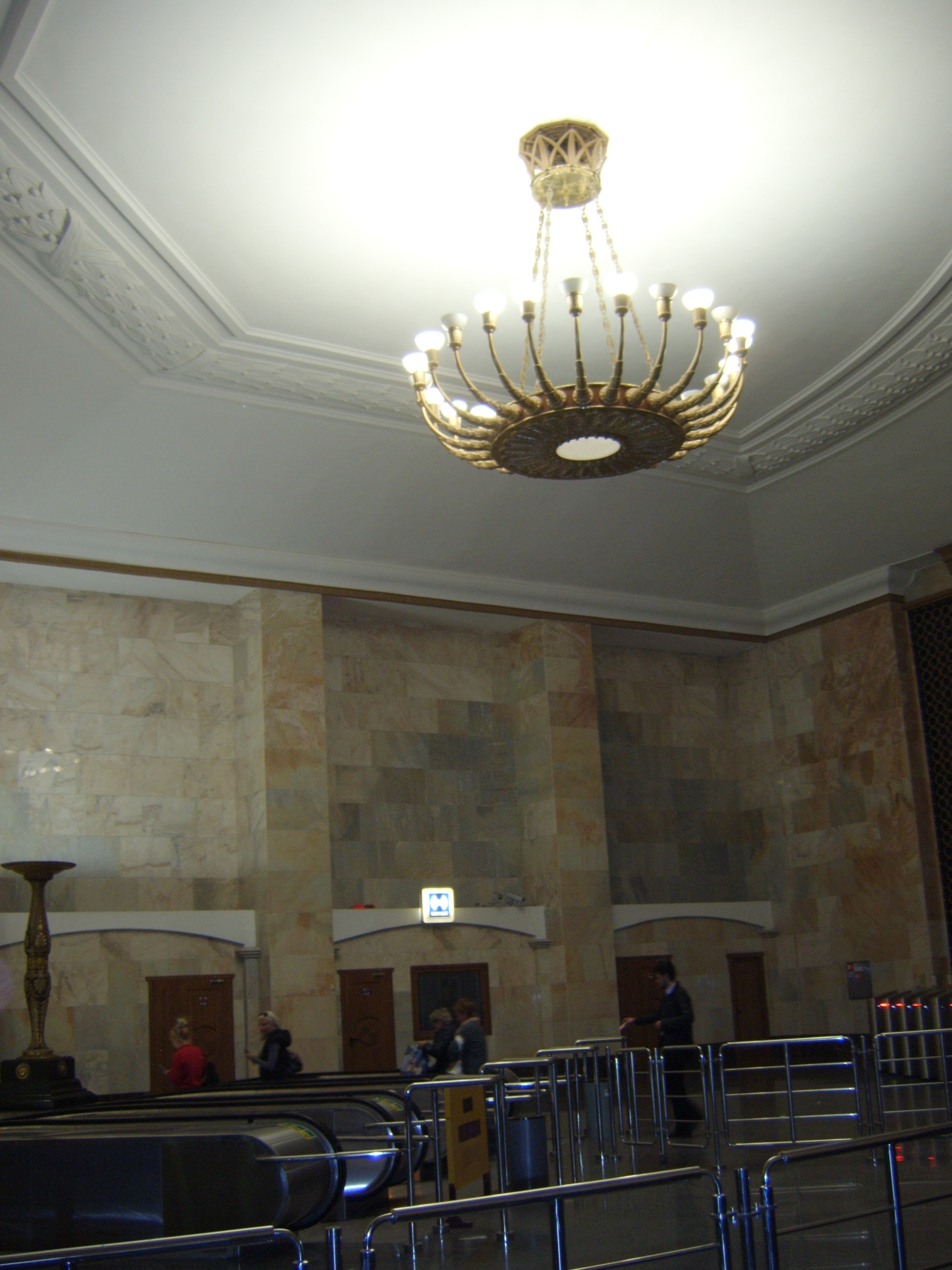
Интерьер восточного вестибюля

Зал освещает находящаяся перед аркой эскалаторного тоннеля гигантская висячая люстра с 24 рожками. По сторонам арки на постаментах расположены колоннообразные торшеры, обложенные бронзовыми листами причудливой фигурной чеканки.
Снаружи вестибюль представляет собой неказистое здание во дворе 5-го квартала Тверского района (адрес: Богоявленский переулок, дом 3/5, стр. 1в). В соответствии с Генпланом реконструкции Москвы 1935 года планировалась перепланировка квартала, в том числе надстройка над вестибюлем административного здания и организация второго выхода из вестибюля в сторону Никольской улицы.
Восточный вестибюль был закрыт на реконструкцию 8 декабря 2008 года. Ранее на станции уже проводились плановые капитальные работы помещений и эскалаторов, но комплексная реконструкция вестибюля была осуществлена впервые. После проведения реконструкции восточный вестибюль в полдень 29 марта 2010 года был открыт в рабочем порядке. Из-за терактов в московском метрополитене, произошедших за несколько часов до планируемого открытия восточного вестибюля после реконструкции, торжественная часть мероприятия была отменена. В восточном вестибюле во время реконструкции было установлено три эскалатора типа Э55Т. При реконструкции внешний вид вестибюля — выявленного памятника архитектуры — был искажён. Оригинальные кассы были уничтожены и заменены новоделом, лишь отдалённо напоминающим оригинал.

### Станционные залы
Революционная тематика в оформлении станции была выражена архитектором А. Н. Душкиным с помощью средств синтеза архитектуры и скульптуры. Благодаря ложным архивольтам, охватывающим края проходов и прилегающие углы пилонов, архитектор добился зрительного уменьшения размеров опор, так как свободные пространства в углах пилонов относились бы уже к проёмам.
В первоначальном проекте станции, как и в других проектах А. Н. Душкина, световым эффектам уделялась очень большая роль. В пояснительной записке к проекту архитектор писал:

Пилоны больших размеров… при оформлении должны быть обработаны так, чтобы создалось впечатление более лёгкой несущей конструкции. Автор находит приём арок архивольтов по всей длине станции и помещает под архивольтами барельефы, выполненные из бронзы. У основания каждого пилона, между архивольтами, помещается прожекторный рефлектор. Из этой точки выходят лучи, образующие своим рисунком ромбы плафона. При подсвечивании из преображённой игры светотеней [появляется] устремлённость вверх.— А. Н. Душкин
Изначально ниши в углах пилонов планировалось украсить барельефами на революционную тему. Результаты конкурса скульпторов не удовлетворили архитектора и руководство Метростроя, и потому было решено обратиться к опытному скульптору М. Г. Манизеру. Однако он предложил вместо барельефов установить объёмные скульптуры. Душкин был против этого, но руководство приняло сторону Манизера.
По мнению архитектора С. М. Кравеца, Душкин

… перевёл архитектуру в подчинённое скульптуре положение. Вместо принципиальной, сильной, насыщенной изобразительными средствами архитектуры он создал, собственно, оформление скульптурной галереи образов великой революции.— С. М. Кравец
Сам Душкин позже писал:

Средства художественной выразительности должны отвечать требованиям архитектурной логики. В этом плане установленные на станции «Площадь Революции» скульптуры трудно оправдать композиционно.— А. Н. Душкин
Из-за этого решения акцент в освещении станции пришлось сделать на освещение скульптур. Освещение центрального зала решено в виде двух рядов подвешенных к своду люстр-«тарелок», сдвинутых к пилонам. Аналогично расположены светильники и в боковых залах. Свод станции решён лаконично — простой, белый. Почти весь он гладко оштукатурен, за исключением частей, примыкающих к архивольтам. Там свод обогащается лёгким узором из переплетённых нервюр, начинающихся в междуарочных пазухах.

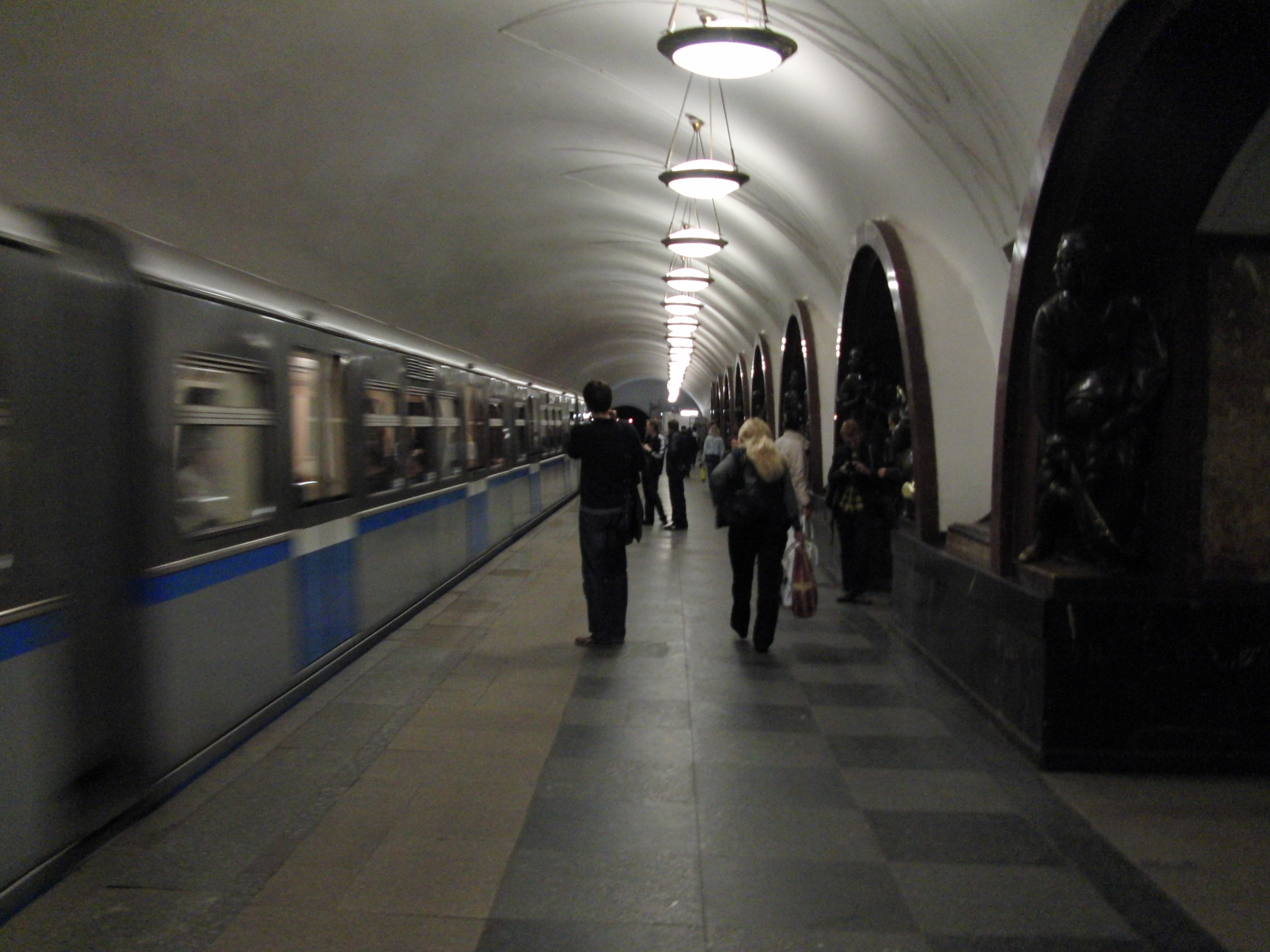
Боковой зал

Пол центрального зала изначально был выложен цельными квадратами из мрамора с чередованием «бьюк-янкоя» и «уфалея» светлого и тёмно-серого цветов. Позднее мрамор был заменён на тёмно-серый жежелевский гранит и чёрный габбро. Покрытие полов перронов — асфальт, также заменённый впоследствии жежелевским гранитом и лабрадоритом, а путевые стены облицованы мрамором серого цвета Уфалейского месторождения, с карнизом из красной «шроши».
Торцевая стена центрального зала изначально была украшена барельефом «Сталин и Ленин» работы М. Г. Манизера. Сталин был изображён с Конституцией СССР в руке. Барельеф был убран в 1947 году в связи с открытием второго выхода и перенесён в торец станции «Павелецкая» Кольцевой линии, а в 1960-х годах барельеф демонтировали в рамках ликвидации культа личности Сталина.
В торцах платформ у стен расположены оригинальные дубовые скамейки, над которыми установлены бордюры из полупрозрачного, перламутрово-белого и золотисто-жёлтого, облачного и рисунчатого мраморного оникса месторождения Агамзалу (Армения, Араратский район). На стенах боковых залов закреплены бронзовые стрелки с надписями «Выход в город». Это старейшие указатели в Московском метрополитене.
Арки были сложены из цельных фасонных камней, которые вырезали из мраморных блоков и обработали по лекалу. Архивольты опираются на цоколи из чёрного с золотыми прожилками мрамора армянского месторождения Давалу, которые являются и постаментами для скульптур. Очертания архивольтов облицованы тёмно-красным мрамором месторождения Шроша, на которых также есть три простые палочки из жёлтой латуни. Между архивольтами расположены лепные картуши, оформляющие вентиляционные решётки и подсвечиваемые сзади. Простенки пилонов облицованы красной «шрошей», серо-голубым «уфалеем», жёлто-розовым мраморовидным известняком «биюк-янкой».

### Скульптурное оформление
На постаментах в углах пилонов установлены 76 бронзовых фигур, изображающих советских людей. Скульптуры были выполнены в Ленинградской мастерской художественного литья коллективом под руководством видного скульптора М. Г. Манизера (в коллектив скульпторов входили А. И. Денисов, А. А. Дивин, А. А. Пликайс, Л. К. Жданов, Г. Ф. Ветютнев, И. П. Иванов, Е. Г. Фалько, М. А. Владимирская, В. А. Пузыревский). Изначально скульптур было 80, но в 1947 году, в связи с сооружением гермозатвора перед восточным выходом, четыре были сняты. Всего на станции 20 различных образов: скульптуры в арках повторяются по четыре раза, а в замурованном арочном проходе — дважды.
В 1941 году скульптуры со станции были эвакуированы в Среднюю Азию, а в 1944 году возвращены в виде разрозненных частей. За счёт того, что каждой из скульптурных композиций было несколько, все скульптуры удалось полностью восстановить.

Революционный матрос с наганом

Матрос-сигнальщик с линкора «Марат»

Пограничник с собакой

Скульптуры расставлены в хронологическом порядке от событий октября 1917 до декабря 1937 года:
- в первой арке — революционный рабочий с винтовкой и гранатой и революционный солдат с винтовкой;
- во второй арке — крестьянин с оружием и в лаптях и революционный матрос с наганом в руке и гранатами;
- в третьей арке — парашютистка ДОСААФ и матрос-сигнальщик с линкора «Марат»;
- в четвёртой арке — девушка-«ворошиловский стрелок» с пневматической винтовкой и пограничник с винтовкой и собакой;
- в пятой арке — обнажённый по пояс стахановец с отбойным молотком и молодой инженер с циркулем в правой руке и шестернёй в левой (циркуль у всех четырёх скульптур в настоящее время отсутствует);
- в шестой арке — птичница с курицей и петухом и хлебороб-механизатор;
- в седьмой арке — студент с книгой на коленях и студентка с книгой в руках;
- в восьмой арке — спортсменка с диском для метания и футболист с мячом в руках;
- в девятой арке — отец с ребёнком и мать с ребёнком;
- в замурованном арочном проходе (скульптуры есть только со стороны платформ) — пионеры-авиамоделисты и пионерки-географы.

Все фигуры, кроме фигур пионеров, изображены либо вставшими на колено, либо согнувшимися, либо сидящими, чтобы их можно было разместить в арочных проходах. В связи с этим скульптуры критиковали, говоря, что статуи представляют образ советского народа — «он весь или сидит, или стоит на коленях», однако скульптуры одобрил И. В. Сталин:

На эту станцию при открытии прибыл генеральный секретарь И. В. Сталин, одобрил, ходил быстро вокруг скульптур и говорил «как живые, как живые» с грузинским акцентом…— А. Н. Душкин

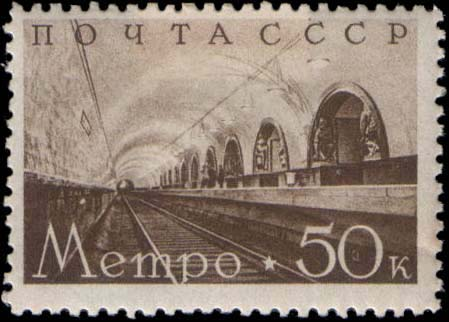
Почтовая марка СССР «Станция „Площадь Революции“» (1938)

Прототипа революционного матроса Манизер нашёл в Ленинградском военно-морском училище имени М. В. Фрунзе — это был курсант Алексей Никитенко. Во время войны с Японией он командовал монитором, а закончил службу также капитаном 1-го ранга.
По одной из версий, автором обеих этих фигур был сам Манизер, по другой — их изваял под его руководством один из лучших его учеников — Алексей Дивин.
Моделью матроса-сигнальщика стал другой курсант Ленинградского военно-морского училища — Олимпий Рудаков, который в 1937 принимал участие в торжественном смотре по случаю коронации Георга VI в составе экипажа линкора «Марат». Затем в 1953 году, уже будучи капитаном 1-го ранга, танцевал вальс с королевой Великобритании Елизаветой II в день её коронации.
Прототипом фигуры студента был Аркадий Гидрат (1911—1941). В 1930-х годах он учился в Центральном институте физической культуры, а моделью стал, уже будучи преподавателем этого института. Гидрат был многократным чемпионом Москвы и рекордсменом СССР по прыжкам в высоту. Участвовал в советско-финской и Великой Отечественной войнах. Погиб в 1941 году при обороне Синявинских высот.
Прототипом фигуры пограничника с собакой, по наиболее распространённой версии, стал пограничник Никита Карацупа и его собака Индус, задержавшие в 1936 году японских нарушителей границ.
Народная молва приписывает скульптурам станции «Площадь Революции» определённые магические свойства, в связи с чем постепенно сложились некоторые поверья. Например, если ранним утром потрогать флажок в руках у сигнальщика с «Марата», день будет удачным. Впоследствии такое же поверье сложилось и о нагане революционного матроса, поэтому его постоянно воруют. Тем, кто собирается на свидание, советуют коснуться туфельки бронзовой девушки, однако ни в коем случае нельзя тереть бронзового петуха, а тем более трогать его клюв. Студенты говорят, что верная примета сдать экзамен — потереть нос бронзового пса у «Пограничника с собакой»; в итоге носы и половина морды у всех собак натёрты до блеска, бронзовый слой истончился.
В результате таких суеверий многие скульптуры оказались под угрозой уничтожения; как отмечал координатор движения «Архнадзор» А. В. Можаев, обратившийся в начале 2014 года к руководству метрополитена и в Департамент культурного наследия с просьбой защитить скульптуры, в часы пик у каждого собачьего носа выстраивается очередь, и если раньше они просто блестели, то теперь утратили рельеф поверхности и начинают терять форму.

### Переходы

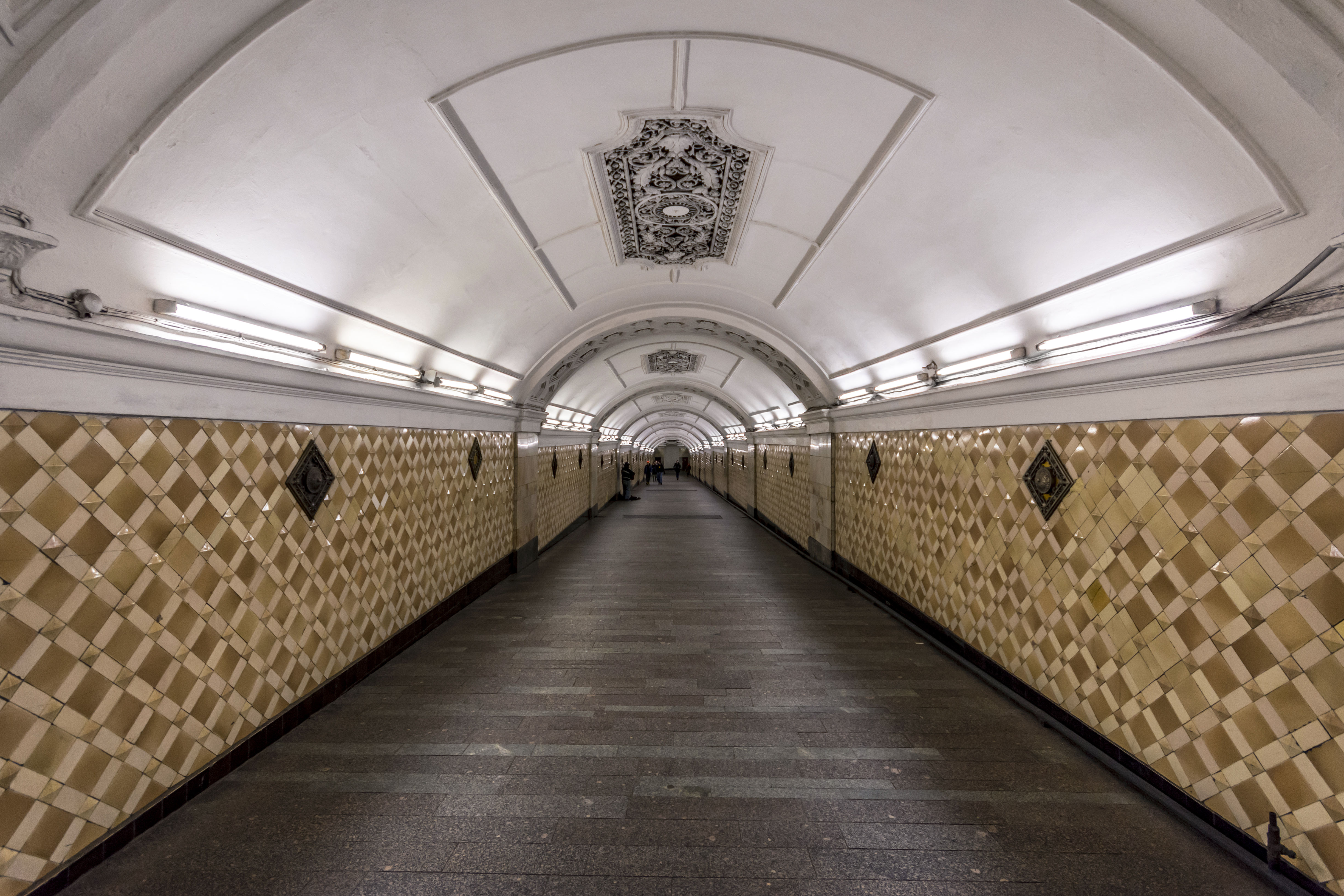
Переход c «Площади Революции» на «Театральную»

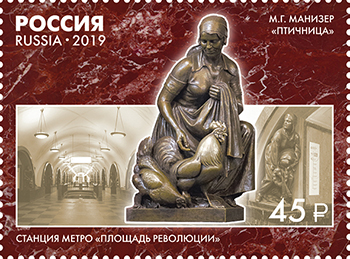
Почтовая марка, 2019 год. М. Г. Манизер. «Птичница», станция метро «Площадь Революции»

Переход с «Площади Революции» соединяет эту станцию с торцом «Театральной», его архитектор — Н. Н. Андриканис. Он был открыт 9 мая 1946 года, и его оформление посвящено теме Победы. В барельефах над арками перехода изображения знамён и оружия. В барельефе у глухой стены в начале перехода слова «Наше дело правое — мы победили» (ранее там была и фамилия Сталина, но впоследствии её убрали). Свод перехода украшен лепниной, стены облицованы жёлтой и белой керамической плиткой различной формы с металлическими вставками. Изначально переход освещали подвесные светильники, но затем их заменили на люминесцентные лампы, размещённые над карнизами. Над аркой в конце перехода есть барельеф с датой его открытия. На большей части своей длины коридор перехода не горизонтален, а представляет собой затяжной подъём в сторону «Театральной».
В 1974 году был построен переход из центрального зала «Театральной» к торцу «Площади Революции». Он начинается в центре зала «Театральной», двумя лестницами и мостиками над платформой в сторону «Тверской» (ширина — 2,9 м), затем коридор вдоль станции, заканчивающийся тремя эскалаторами высотой 7,8 м на подъём, и две лестницы на спуск, в торец «Площади Революции».
Пересадочные потоки были разделены. В настоящее время первый переход используется только для пересадки с Арбатско-Покровской на Замоскворецкую линию, второй — только для пересадки в противоположном направлении.
В тот же пересадочный узел входит и станция «Охотный Ряд» Сокольнической линии, однако она не связана напрямую с «Площадью Революции», переход между ними осуществляется через «Театральную».

Схема Центрального пересадочного узла

## Путевое развитие
Обе действующие соединительные ветви, связывающие Арбатско-Покровскую линию с другими линиями Московского метрополитена, находятся вблизи станции.
При движении в сторону «Арбатской» можно увидеть двухпутный тоннель, который ведёт к станции «Александровский сад». Ранее, в 1938—1953 годах, он являлся действующим участком Арбатско-Покровской линии с тоннелями мелкого заложения. После строительства в 1953 году участка глубокого заложения он стал служебной соединительной ветвью. Вплоть до 1997 года данный перегон являлся единственной двухпутной служебной соединительной ветвью, сохранившейся в Московском метрополитене, и использовался для пассажирского движения между Арбатско-Покровской и Филёвской линиями, так как составы депо «Измайлово» расставлялись на ночь в тупиках за станцией «Киевская» Филёвской линии. С 1997 года пассажирские перевозки по всем служебным соединительным ветвям были запрещены. До 2018 года, когда электродепо «Фили» обслуживало Арбатско-Покровскую линию, по данной соединительной ветви регулярно резервом следовали поезда на линию и в депо.
Другая ССВ ответвляется со стороны перегона «Курская» — «Площадь Революции» и соединяет его с Замоскворецкой линией, а именно станцией «Театральная».
На станции 3 стрелочных перевода. Светофоры полуавтоматического действия ТЛП-69Д, ТЛП-69, ТЛП-67 и ТЛП-65Д управляются с поста централизации станции «Театральная». Управление стрелочными переводами и остальными светофорами полуавтоматического действия осуществляется со своего поста централизации.

## Режим работы
Вестибюли станции открываются для входа пассажиров в 5 часов 30 минут и закрываются в 1 час ночи.
- Таблица времени прохождения первого поезда через станцию[52]:

| По чётным числам              | Будние дни | Выходные дни |
| По нечётным числам            | Будние дни | Выходные дни |
| В сторону станции «Курская»   | 05:47:00   | 05:47:00     |
| В сторону станции «Курская»   | 05:47:00   | 05:47:00     |
| В сторону станции «Арбатская» | 05:45:00   | 05:45:00     |
| В сторону станции «Арбатская» | 05:45:00   | 05:45:00     |

## Расположение
Станция метро «Площадь Революции» расположена в самом центре Москвы. Западный вестибюль выходит на площадь Революции. Здание, в которое встроен восточный вестибюль, расположено на углу Богоявленского переулка и Никольской улицы.

### Наземный общественный транспорт
На этой станции можно пересесть на следующие маршруты городского пассажирского транспорта:
- Автобусы: м1, м2, м3, м6, м7, м9, м40, е10, е30, с344, 538, н1, н2, н6, н10, н11, н12, н14

### Достопримечательности
Рядом со станцией метро «Площадь Революции» находится большое количество достопримечательностей:

| Выход на площадь Революции: - Красная площадь - Могила Неизвестного Солдата - Государственный исторический музей - Гостиница «Метрополь» - ГУМ - ТЦ «Охотный ряд» | Выход на Богоявленский переулок: - Камерный музыкальный театр имени Б. А. Покровского - Гостиный двор - ГУМ |

## Станция «Площадь Революции» в искусстве
На станции происходит часть действия рассказа Николая Носова «Метро».
В постапокалиптическом романе Дмитрия Глуховского «Метро 2033» «Площадь Революции» принадлежит Союзу Советских Социалистических Станций Московского метрополитена, чаще именуемому «Красной линией».
«Площадью Революции» вдохновлены декорации Министерства магии в фильме «Гарри Поттер и Дары Смерти: Часть II».